# Guennadi Andróssov
Guennadi Andróssov   (Krasnoe, 1 d'agost de 1939 - Lviv, 21 de març de 2016) fou un nedador rus de naixement però ucraïnès d'adopció, especialista en estils i lliure, que va competir sota bandera de la Unió Soviètica, durant les dècades de 1950 i 1960.
Va guanyar una medalla d'or en els 400 mestres estils individual al Campionat d'Europa de 1962. En aquesta mateixa modalitat i distància va establir un rècord mundial el 1957. En la disciplina dels 1.500 metres lliures va guanyar una medalla de bronze al Campionats d'Europa de 1958. Va prendre part en dues edicions dels Jocs Olímpics d'Estiu, el 1956 i 1960, sense aconseguir resultats destacables. Va ser campió nacional en els 400 metres (1961), 1.500 metres (1956, 1960), 4x200 metres lliures (1961) i 400 metres estils (1962, 1963).